# 메시에 66

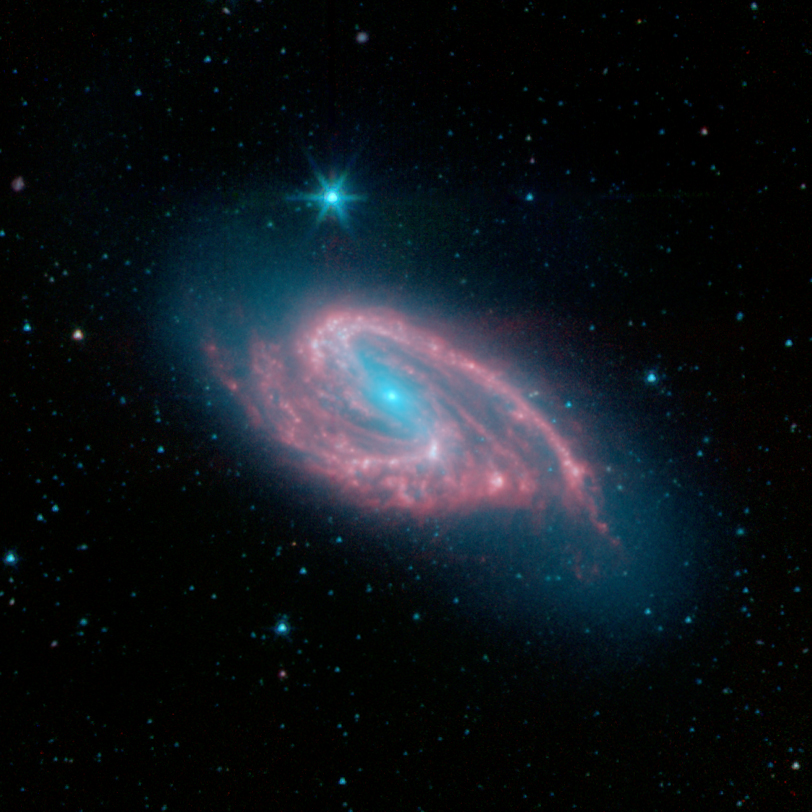
스피처 우주 망원경의 적외선 카메라로 촬영한 M66 은하.

메시에 66 (M66)은 사자자리에 있는 막대나선은하이다. 대략 727 ± 3 km/s의 적색 편이가 발생한다. NGC 목록에는 NGC 3627로 올라와 있다. M66은 M65, NGC 3628과 함께 사자자리 세 쌍둥이 은하를 이룬다.

## 같이 보기
- 메시에 천체 목록